# CORFO
生産開発機構（CORFO）(スペイン語：Corporación de Fomento de la Producción de Chile)は、チリの経済成長を促進するためにペドロ・アギーレ・セルダにより1939年に設立された政府組織である。
CORFOは大統領共和国時代の基礎産業、すなわち石油、電力、鉄鋼、砂糖、輸送などの産業創出を担当していた。1970年代初頭のサイバーシン計画では、世界に先駆けてコンピュータネットワークの産業応用を試みた。